# دوغ بينيت
دوغ بينيت (بالإنجليزية: Doug Bennett)‏ هو سياسي أمريكي، ولد في 24 أكتوبر 1945 في مسكيغون في الولايات المتحدة. حزبياً، نشط في الحزب الديمقراطي. وقد انتخب عضو مجلس نواب ميشيغان ‏.